# Lusk (Irland)
Lusk (irisch Lusca) ist eine Stadt im County Fingal im Osten der Republik Irland. Die Stadt liegt etwa 23 km nördlich des Stadtzentrums von Dublin innerhalb der Provinz Leinster. 
Im Jahr 2022 hatte Lusk 8806 Einwohner.

## Sehenswürdigkeiten
Die Kirche St. Macuilin in der Ortsmitte hat in ihren Turm einen Rundturm an einer der Ecken integriert.

## Persönlichkeiten
Der Schriftsteller und Drehbuchautor Derek Landy (* 1974) wurde in Lusk geboren.